# Conistomella brevicaudata
Conistomella brevicaudata är en rundmaskart som beskrevs av Stekhoven 1942. Conistomella brevicaudata ingår i släktet Conistomella och familjen Rhabdodemaniidae. Inga underarter finns listade i Catalogue of Life.